# Yvonne Georgi

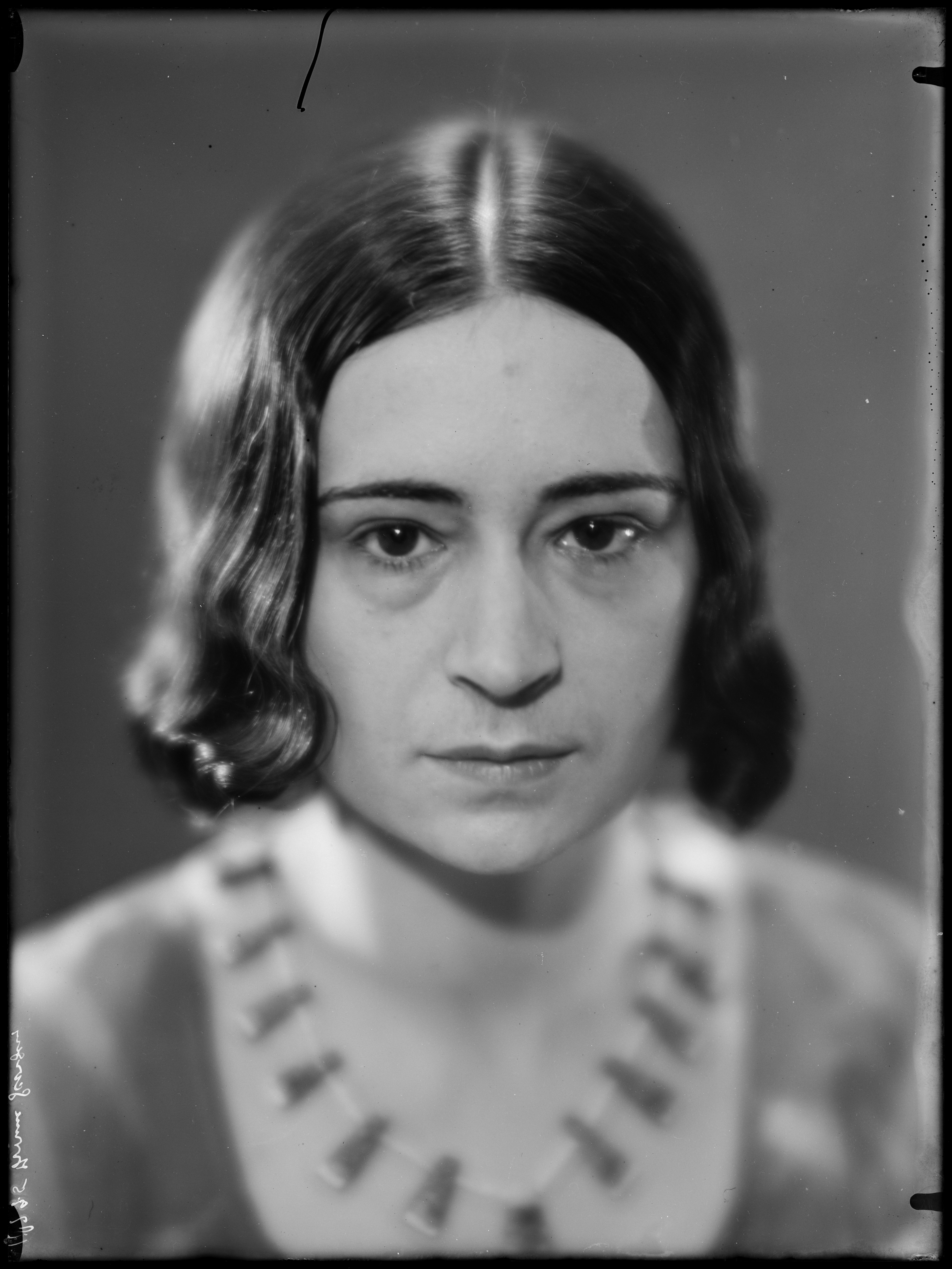
Yvonne Georgi (1938)

Yvonne Georgi (* 29. Oktober 1903 in Leipzig; † 25. Januar 1975 in Hannover) war eine deutsche moderne Tänzerin, Balletttänzerin und Choreographin.

## Leben
Yvonne Georgi war die Tochter eines Oldenburger Arztes und einer nordafrikanischen Mutter. Sie wurde in Hellerau in rhythmischer Gymnastik ausgebildet, in Dresden in modernem künstlerischen Tanz bei Mary Wigman, in deren Gruppe sie mitwirkte, und sehr viel später zusätzlich in Paris im klassischen Tanz.

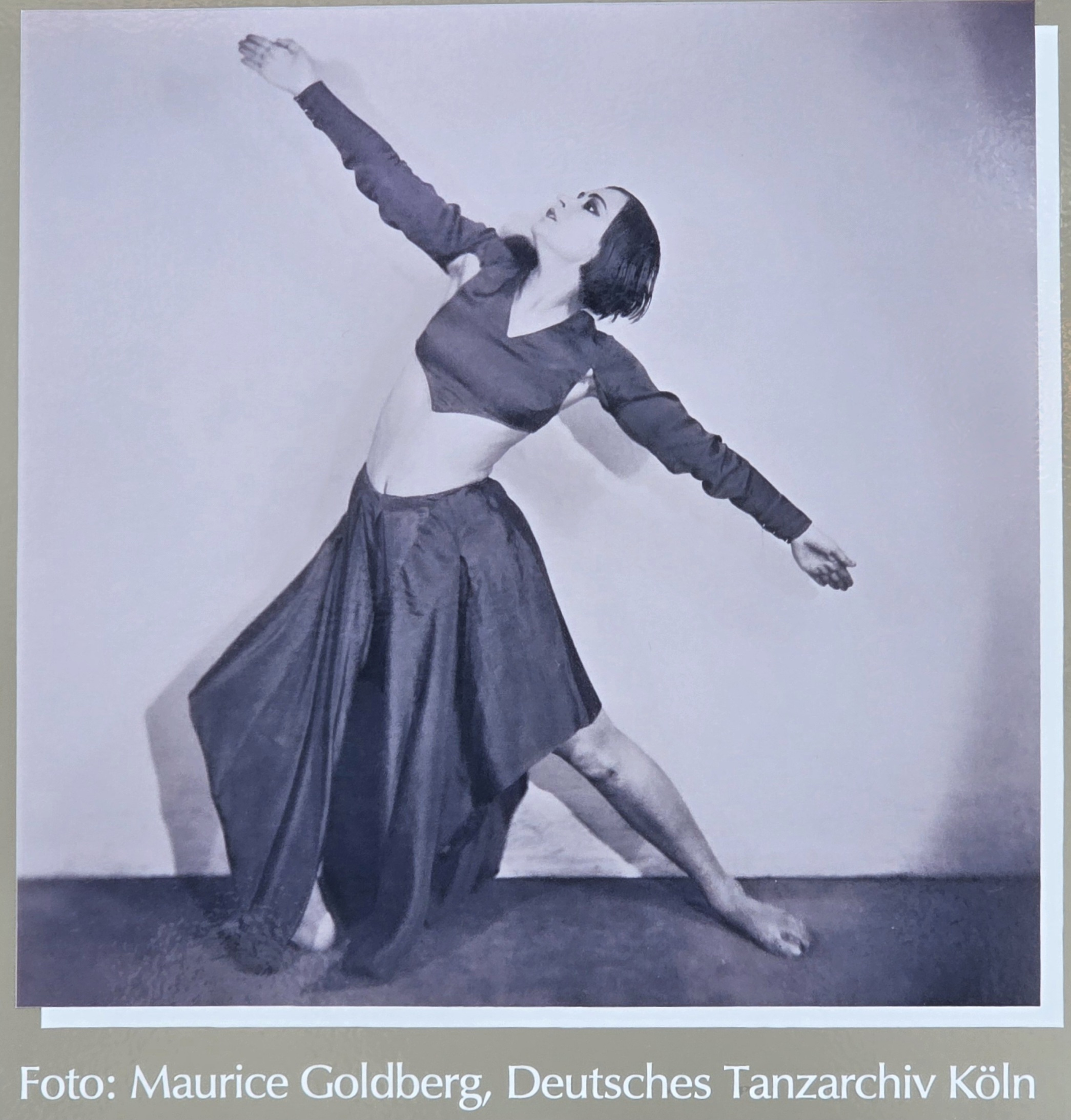
Ausdruckstanz Georgis;
Foto: Maurice Goldberg; Deutsches Tanzarchiv Köln

1924 wurde Georgi von Kurt Jooss als Solotänzerin an das Theater der Stadt Münster engagiert und 1925 von dem Intendanten Walter Bruno Iltz als Leiterin der Tanzgruppe an das Reußische Theater Gera. Dort eröffnete sie ihre Arbeit mit einem Tanzabend, bestehend aus „Arabische Suite“ und „Persisches Ballett“ von Egon Wellesz. Georgi wirkte aber auch bei den dortigen Opernaufführungen mit. Als Silvesterpremiere 1925/26 kam Vittorio Rietis kurz zuvor von Sergei Djagilew Ballets Russes uraufgeführte Tanzkomödie „Barabau“ heraus, was zu einem Skandal führte, da in einer Begräbnisszene Tänzerinnen und Tänzer die Trauer persiflierten und das »den Geraern zuviel« war und sie empört »Aufhören!« riefen. Nur die allabendliche Anwesenheit des Reussischen Fürsten konnte offenen Protest verhindern. Die Aufführung lockte sogar die Berliner Kritiker nach Gera und gastierte am Leipziger Schauspielhaus und an der Berliner Volksbühne. 1926 choreografierte Georgi noch Igor Strawinskys „Pulcinella“. Dennoch erhielt ihre Tanztruppe „wegen mangelnden Interesses des Publikums“ die Kündigung und Yvonne Georgi wechselte nach Hannover.
1926 bis 1931 war Georgi „Tanzregisseurin“ an den Städtischen Bühnen Hannover. Sie gastierte an der Berliner Staatsoper und hatte Auftritte als Ausdruckstänzerin mit Harald Kreutzberg, mit dem sie auch Gastspielreisen in die USA unternahm. 1932 heiratete sie in Amsterdam den Niederländer Louis Marie George Arntzenius und nahm die niederländische Staatsbürgerschaft an, die sie lebenslang behielt. Sie kehrte im Herbst 1933 an die Städtischen Bühnen Hannover als Ballettmeisterin zurück und blieb dort für weitere drei Spielzeiten. 1936 verstärkte Georgi ihre Aktivitäten in Amsterdam, wo sie eine eigene Tanzgruppe ausgebildet hatte. Eine 1939 durch die USA geplante Tournee mit dieser Gruppe musste nach nur zwei Vorstellungen abgebrochen werden – 'The German Dance' fand kein Publikum mehr.
Während der Zeit der deutschen Besatzung der Niederlande leitete Yvonne Georgi die Sparte Tanz im Amsterdamer Theaterbetrieb. Ihr Ensemble trat in Opern und Theaterstücken auf und führte eigenständige Veranstaltungen durch, u. a. auch in Deutschland. Mit dem Ende der deutschen Besatzungsmacht unter Arthur Seyß-Inquart im Mai 1945 verlor Yvonne Georgi ihren Posten. 1949/50 choreografierte sie für Paris, 1951 ging sie nach Deutschland zurück.

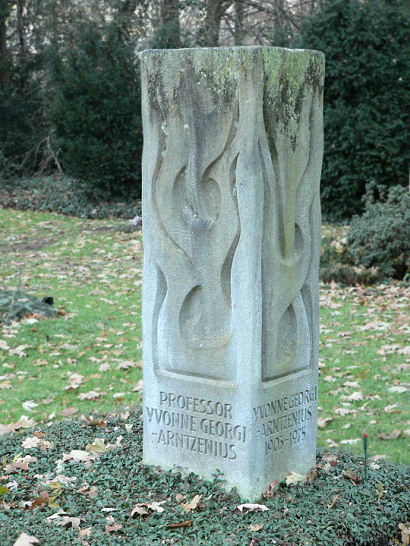
Grabstele auf dem Friedhof Engesohde

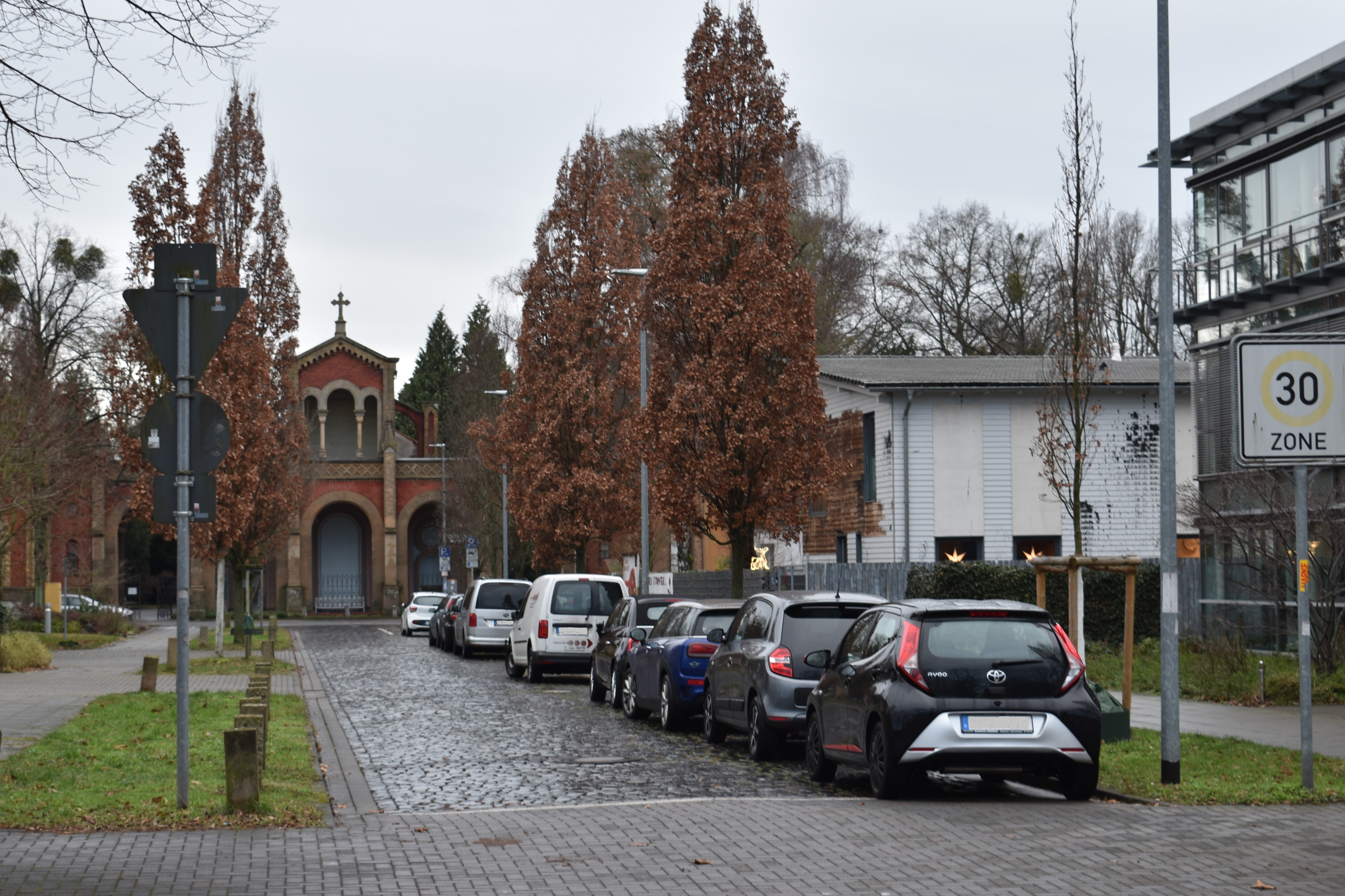
Yvonne-Georgi-Allee in Hannovers Südstadt

Ab 1951 arbeitete Yvonne Georgi zunächst in Düsseldorf (wieder bei Walter Bruno Iltz) und von 1954 bis 1970 als Ballettdirektorin erneut am Opernhaus Hannover. Von 1959 bis 1973 war Georgi Professorin an der Hochschule für Musik und Theater Hannover.
Yvonne Georgi erhielt ein Ehrengrab auf dem Stadtfriedhof Engesohde in Hannover und 2003 wurde die Yvonne-Georgi-Allee in Hannover-Südstadt, die auf den Stadtfriedhof zuführt, ihr zu Ehren benannt. Ihr Nachlass befindet sich im Deutschen Tanzarchiv Köln und zu einem kleineren Teil im Theatermuseum Hannover.

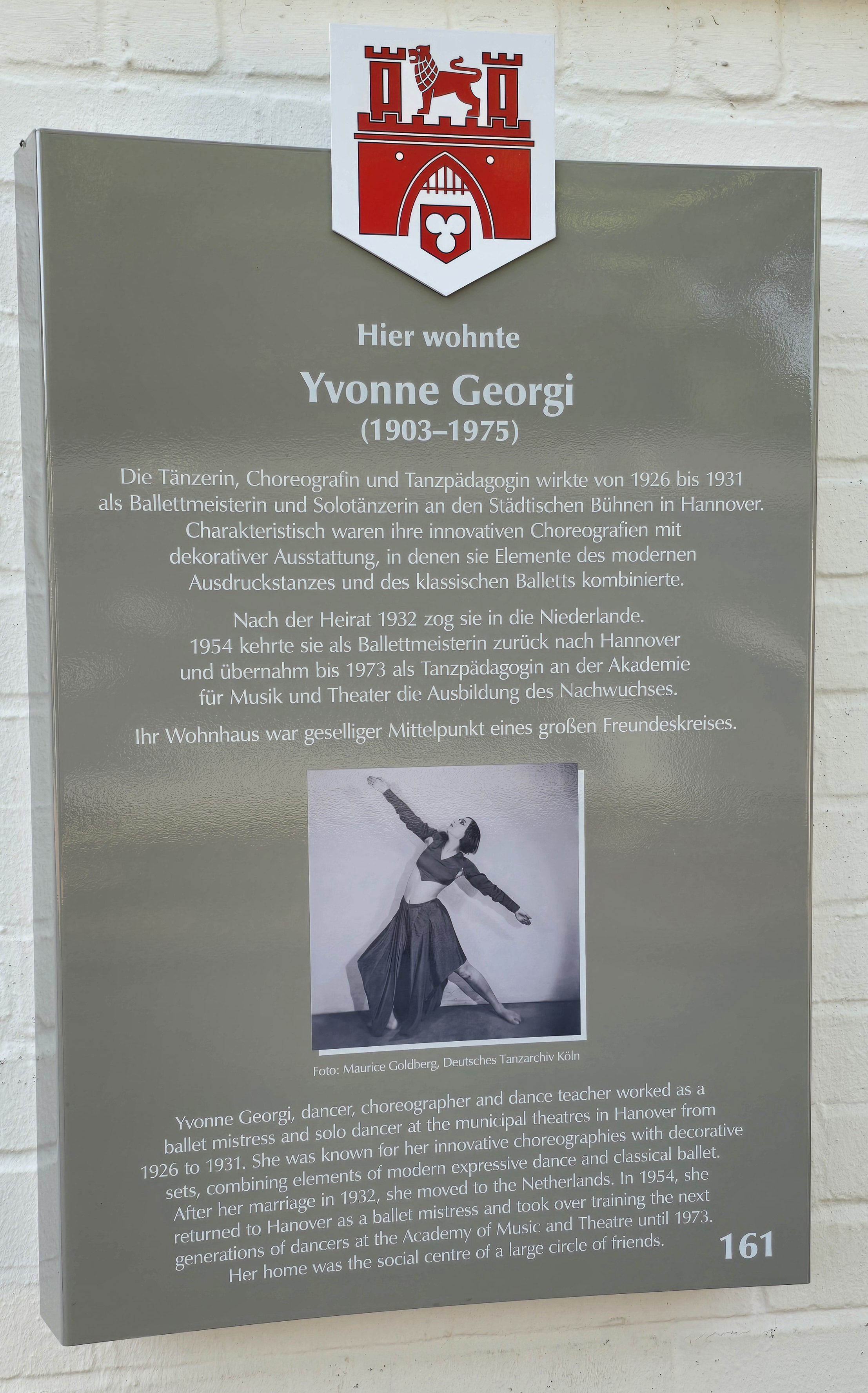
Stadttafel „Hier wohnte Yvonne Georgi“ am Ringelnatzweg 6 in Hannover-Herrenhausen

Am 29. April 2025 wurde anlässlich des Welttanztages „Move Your Town“ und als Teil der Erinnerungskultur vor Georgis letztem Wohnhaus im Ringelnatzweg 6 in Hannover-Herrenhausen eine zweisprachige Stadttafel zur Erinnerung an die Künstlerin feierlich enthüllt.

## Auszeichnungen
- 1970: Großes Verdienstkreuz des Niedersächsischen Verdienstordens
- 1974: Niedersächsische Landesmedaille